# Сасакі Масато (футболіст, 2002)
Сасакі Масато (яп. 佐々木 雅士, нар. 1 травня 2002, Тіба) — японський футболіст, воротар клубу «Касіва Рейсол».
Виступав за молодіжну збірну Японії.

## Клубна кар'єра
Народився 1 травня 2002 року в місті Тіба. Вихованець футбольної школи клубу «Касіва Рейсол». Дорослу футбольну кар'єру розпочав 2021 року в основній команді того ж клубу, кольори якої захищає й донині.

## Виступи за збірні
З 2021 року залучається до складу молодіжної збірної Японії. На молодіжному рівні зіграв у 5 офіційних матчах, пропустив 7 голів.
2024 року включався до розгорнутої заявки олімпійської збірної Японії для участі у тогорічних Олімпійських іграх у Парижі.

## Статистика виступів

### Статистика клубних виступів
Станом на 8 липня 2024
| Сезон             | Команда           | Чемпіонат         | Чемпіонат | Чемпіонат | Національний кубок | Національний кубок | Національний кубок | Континентальні кубки | Континентальні кубки | Континентальні кубки | Інші змагання | Інші змагання | Інші змагання | Усього | Усього | Усього |
| Сезон             | Команда           | Ліга              | Ігор      | Голів     | Ліга               | Ігор               | Голів              | Ліга                 | Ігор                 | Голів                | Ліга          | Ігор          | Голів         | Ігор   | Голів  |        |
| ----------------- | ----------------- | ----------------- | --------- | --------- | ------------------ | ------------------ | ------------------ | -------------------- | -------------------- | -------------------- | ------------- | ------------- | ------------- | ------ | ------ | ------ |
| 2021              | «Касіва Рейсол»   | Дж1               | 3         | -5        | КДжЛ+КІ            | 5+1                | -7,0               |                      | -                    | -                    |               | -             | -             | 9      | -12    |        |
| 2022              | «Касіва Рейсол»   | Дж1               | 20        | -31       | КДжЛ+КІ            | 5+1                | -7,-2              |                      | -                    | -                    |               | -             | -             | 26     | -40    |        |
| 2023              | «Касіва Рейсол»   | Дж1               | 3         | -4        | КДжЛ+КІ            | 3+0                | -4,0               |                      | -                    | -                    |               | -             | -             | 6      | -8     |        |
| 2024              | «Касіва Рейсол»   | Дж1               | 3         | -5        | КДжЛ+КІ            | 2+0                | -2,0               |                      | -                    | -                    |               | -             | -             | 5      | -7     |        |
| Усього за кар'єру | Усього за кар'єру | Усього за кар'єру | 29        | -45       |                    | 17                 | -22                |                      | -                    | -                    |               | -             | -             | 46     | -67    |        |